# Elise Trouw
Elise Ashlyn Trouw (* 27. April 1999) ist eine US-amerikanische Sängerin, Multiinstrumentalistin und Produzentin.

## Leben

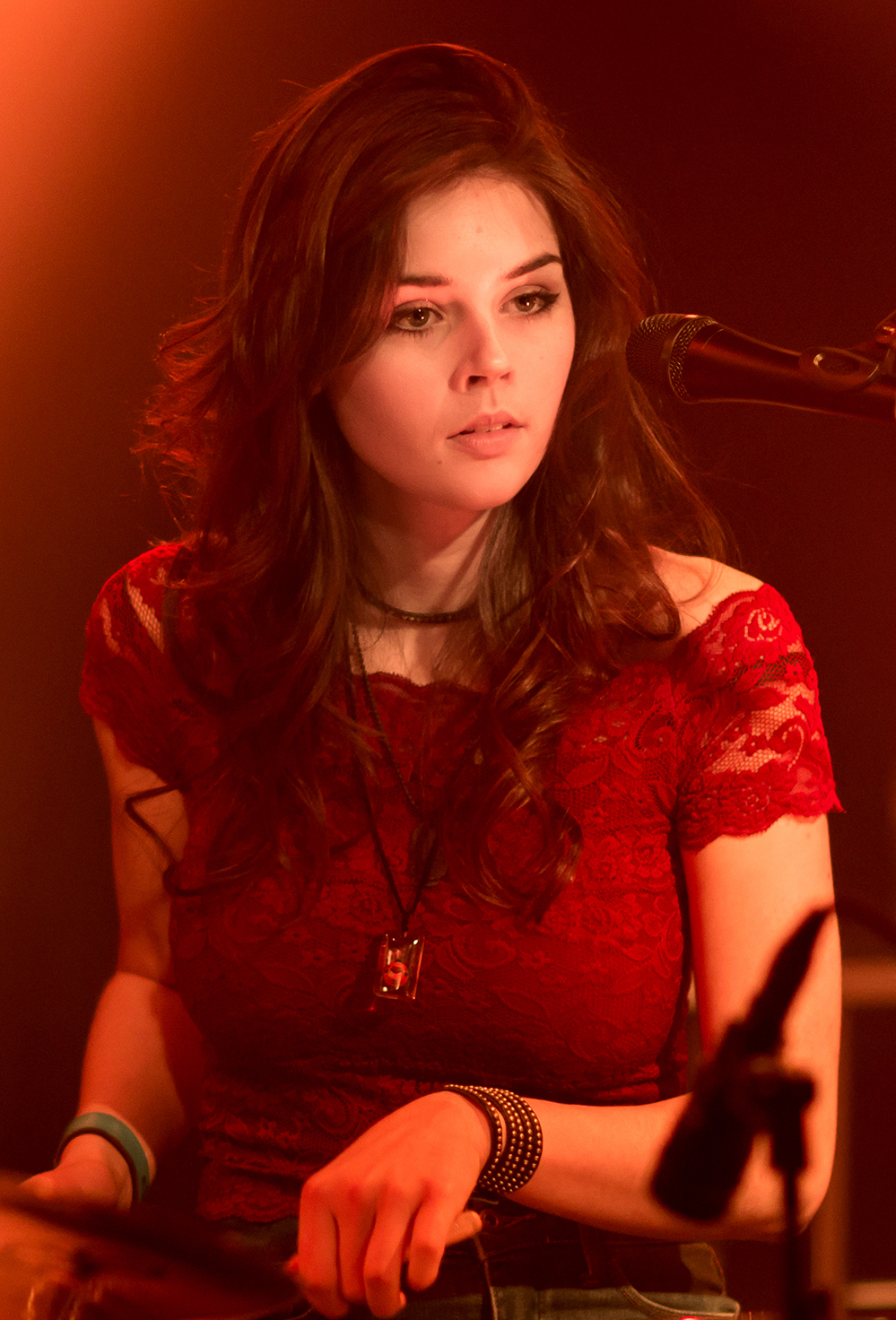
Trouw bei einem Auftritt (2017)

Trouw wurde in Newport Beach, Kalifornien, als Tochter von Arie und Anne Trouw geboren. Die Familie zog früh nach San Diego. Im Alter von sechs Jahren erlernte sie das Klavierspielen mit dem Ziel, „My Immortal“ von Evanescence spielen zu können. Im Alter von zehn Jahren begann sie Schlagzeugunterricht bei Lehrer Dave Blackburn in Fallbrook, Kalifornien, zu nehmen, nachdem sie zuvor auf dem Videospiel Rock Band auf einer Art Schlagzeug gespielt hatte.
Trouw besuchte die Bishop’s School von der 7. bis zur 11. Klasse und schloss vor ihrem Abschlussjahr ab, um ihre Musikkarriere zu verfolgen. Während ihrer Zeit an der Bishop’s School wurde sie auch ausgewählt, Mitglied der Alumni-Band des Grammy Camps der Grammy Foundation zu sein, was ihr ermöglichte, am 11. Februar 2016 gemeinsam mit Sam Hunt im Club Nokia (seitdem in The Novo umbenannt) aufzutreten.

## Werdegang
Elise Trouw unterzeichnete im November 2015 einen Ein-Alben-Plattenvertrag von Pacific Records aus San Diego. Im September 2016 verließ sie Pacific Records, kaufte ihren Vertrag aus und behielt alle Rechte an ihrer Musik. Bis Oktober 2016 hatte sie vier Singles veröffentlicht: „X Marks the Spot“, „She Talking“, „Your Way“ und „Burn“.
Am 24. Februar 2017 veröffentlichte Trouw ihr zehn Songs umfassendes Debütalbum „Unraveling“ unter ihrem eigenen Label Goober Records mit Sitz in San Diego. Auf dem Album spielt sie Schlagzeug, singt, spielt Gitarre, Klavier und Bassgitarre. Die Tracks wurden von Alan Sanderson und Christopher Hoffee gemischt und gemastert. Trouw trat als Schlagzeugerin im Musikvideo zu „Soap“ von Fox Wilde am 4. April 2017 auf. Am 7. Mai 2017 feierte sie die Veröffentlichung ihres Debütalbums und ihren 18. Geburtstag im „The Loft“ an der University of California, San Diego.
Trouw trat am 8. Februar 2018 in der Jimmy Kimmel Live! auf, nachdem sie aus der Sendung vom 30. Januar 2018 verschoben worden war. Sie war die erste Künstlerin, die auf der kreisförmigen Empfangsbühne der Show auftrat, wo sie ein Mashup von Foo Fighters und Bobby Caldwell sowie das Lied „Awake“ performte.
Im Jahr 2019 tourte sie als Opening Act für Incubus vom 16. bis 27. Oktober.
Für den Amazon Prime Spielfilm „Sound of Metal“ arbeitete Elise mit Travis Barker zusammen, um Metallicas „Enter Sandman“ neu zu interpretieren.
Im Jahr 2023 veröffentlichte sie eine EP mit dem Titel „Losing Sleep“ und ging auf Konzerttournee.